# Экстракт (фильм)
«Экстракт» (англ. Extract) — кинофильм режиссёра Майка Джаджа, вышедший на экраны в 2009 году.

## Сюжет
Джоэл (Джейсон Бэйтман) — владелец небольшой фабрики по производству различных экстрактов, использующихся в качестве вкусовых добавок. Он собирается выгодно продать свой бизнес, однако в это время как раз случается досадный несчастный случай, в результате которого один из сортировщиков (Клифтон Коллинз-младший) лишается одного яичка. Рабочий собирается подавать в суд на компанию, что грозит ей разорением. За этим его решением скрывается красивая девица-клептоманка Синди (Мила Кунис), желающая прибрать деньги к своим рукам. А тут, как назло, у Джоэла не ладится в личной жизни: уже длительное время у него не было близости с женой (Кристен Уиг), обиженной на его постоянную занятость на работе.

## В ролях
- Джейсон Бэйтман — Джоэл
- Мила Кунис — Синди
- Кристен Уиг — Сьюзи
- Бен Аффлек — Дин
- Дж. К. Симмонс — Брайан
- Клифтон Коллинз-младший — Степ
- Дастин Миллиган — Брэд
- Дэвид Кохнер — Натан
- Бет Грант — Мэри
- Джин Симмонс — Джо Адлер
- Мэтт Шульц — Уилли